# Unterseeboot 804
L'Unterseeboot 804 (ou U-804) est un sous-marin allemand utilisé par la Kriegsmarine pendant la Seconde Guerre mondiale.

## Historique
Après sa phase d'entraînement à Stettin en Pologne au sein de la 4e flottille de U-Boot jusqu'au 30 juin 1944, le U-804 est affecté dans une unité de combat à la base sous-marine de Lorient dans la 10e flottille de U-Boot.
Le U-804 subit sa première attaque aérienne le 16 juin 1944 de la part d’un Mosquito de l'escadrille « Sqdn 333/R », de l’aviation norvégienne libre (agissant depuis le Royaume-Uni), sans dommage sérieux pour le U-Boot. Huit sous-mariniers sont blessés au cours de cette attaque. L'équipage du sous-marin parvient à abattre l'avion ennemi. Les aviateurs norvégiens à la mer sont secourus deux jours plus tard par le U-1000 qui les conduit en Norvège occupée pour interrogatoire.
Le 2 août, un groupe de chasse de navires alliés se rend sur place[Où ?] pour tenter de détruire le U-804. Le U-Boot parvient à s’échapper en coulant au passage le destroyer d'escorte USS Fiske, au milieu de l’Atlantique nord, puis poursuit sa patrouille.
À la suite de l'avancée des forces alliées en France, le U-804 rejoint la 33e flottille de U-Boot à Flensbourg en Allemagne le 1er octobre 1944.
Le 9 avril 1945, alors qu’il rallie Kiel depuis la Norvège, le U-804 est coulé avec le U-1065 au nord de la baie de Cattégat entre le Danemark et la Suède à la position géographique 57° 58′ N, 11° 15′ E par des roquettes tirées par treize avions britanniques Mosquito appartenant aux escadrilles « Sqdn 143 », « 235 » et « 248 ». Quarante-quatre membres de l'équipage du U-Boot meurent au cours de l’attaque, douze survivent.

## Affectations successives
- 4. Unterseebootsflottille du 4 décembre 1943 au 30 juin 1944
- 10. Unterseebootsflottille du 1er juillet au 30 septembre 1944
- 33. Unterseebootsflottille du 1er octobre 1944 au 9 avril 1945

## Commandement
- Oberleutnant zur See Herbert Meyer du 4 décembre 1943 au 9 avril 1945

## Navires coulés
Le U-804 a coulé un navire de guerre (le USS Fiske) de 1 300 tonneaux au cours des deux patrouilles qu'il effectua.